# توسکومبیا (میزوری)
توسکومبیا، میزوری (به انگلیسی: Tuscumbia, Missouri) یک منطقهٔ مسکونی در ایالات متحده آمریکا است که در میزوری واقع شده‌است.

## خصوصیات
توسکومبیا ۰٫۹۱ کیلومترمربع مساحت و ۲۰۳ نفر جمعیت دارد و ۱۷۶ متر بالاتر از سطح دریا واقع شده‌است.